# Дорожнє (Федоровський район)
Доро́жнє (каз. Дорожный) — село у складі Федоровського району Костанайської області Казахстану. Входить до складу Комишинського сільського округу.
Населення — 115 осіб (2021; 222 у 2009, 357 у 1999, 346 у 1989).